# 阿尔蒂格 (上加龙省)
阿尔蒂格（法語：Artigue，法語發音：[aʁtiɡ]）是法国上加龙省的一个市镇，属于圣戈当区。

## 地理
阿尔蒂格（42°49'55"N, 0°37'11"E）面积9.72 平方千米，位于法国奧克西塔尼大區上加龙省，该省份为法国西南部内陆省份，西南端与西班牙接壤，自此顺时针与上比利牛斯省、热尔省、塔恩-加龙省、塔恩省、奥德省和阿列日省接壤。
与阿尔蒂格接壤的市镇（或旧市镇、城区）包括：包森、莱斯、古欧德吕雄、萨勒和普拉特维耶勒、索德。

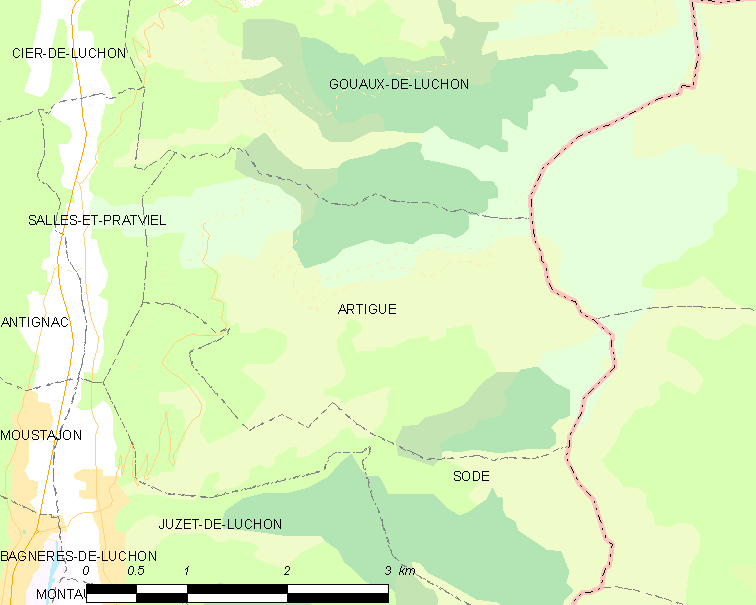
的OSM定位图

阿尔蒂格的时区为UTC+01:00、UTC+02:00（夏令时）。

## 行政
阿尔蒂格的邮政编码为31110，INSEE市镇编码为31019。

## 政治
阿尔蒂格所属的省级选区为巴涅尔德吕雄县。

## 人口

1962-2008年间人口变化图示

阿尔蒂格于2022年1月1日时的人口数量为32人。